# Лукьяновская улица
Лукьяновская улица — улица Киева, пролегающая от улицы Нижний Вал до Глубочицкой улицы. Граничит с улицей Олеговской и улицей Старая Поляна (ступени).

## Происхождение
Возникла в 30-е годы XIX столетия.
Вероятно, название улицы происходит от имени старости швейного цеха Лукьяна Александровича, который поселился тут после 1845 года. Однако, название «Лукьяновская» встречается ещё ранее: в 1820 и в 1824 годах — упомянутый хутор Киевского золотаря С. Стрельбицкого в округе Лукьяновки. В списках улиц появилась впервые в 1838 году.
В 1-й половине 1980-х годов почти всю старую застройку снесли, а конечную часть Лукьяновской улицы перепланировали. При этом ликвидировали ряд прилегающих к ней старых улиц, в частности, улицу Чмелов Яр, переулки Укисный, Лукьяновский и Перекрёстный.

## Адреса
Лукьяновская, 1 — Райффайзен банк Аваль, Юта-ЛТД, ТОВ, ТМО-Сервис, ТОВ

Лукьяновская, 5 — ЖЭК Татарка № 1007 КП Шевченковского района; Спортивный клуб «Современник»

Лукьяновская, 7, 9 (ближе к Глубочицкой), 11, 15, 21, 27, 29А, 63

Лукьяновская, 9,11 (ближе к Нижнему Валу) — церковь Адвентистов седьмого дня

Лукьяновская, 13 — Детский сад № 28

Лукьяновская, 46, — духовное управление мусульман Украины; Иршад, Специализированная школа (с углублённым изучением арабского и английского языков)

Лукьяновская, 48, — Старообрядное кладбище

Лукьяновская, 62 — департамент ГАИ МВД

Лукьяновская, 65/67 — Общежитие института подготовки кадров промышленности Украины; Кронид, украинский радиаторный завод (УРЗ), НВО

Лукьяновская, 69 — Общежитие академии изобразительного искусства и архитектуры Украины и общежитие Университета театра, кино и телевидения им. Карпенко-Карого

Лукьяновская, 77, — Постоянно действующие курсы руководителей и специалистов системы министерства труда и социальной политики

Лукьяновская, 79 — Оздоровление, Украинский курортный центр, ТОВ

## Транспорт
- Маршрутные такси 302, 417, 432, 484, 564, 820
- Трамваи 14, 18
- Станция метро «Лукьяновская»
- Станция метро «Контрактовая площадь»

## Почтовый индекс
04107

## Галерея

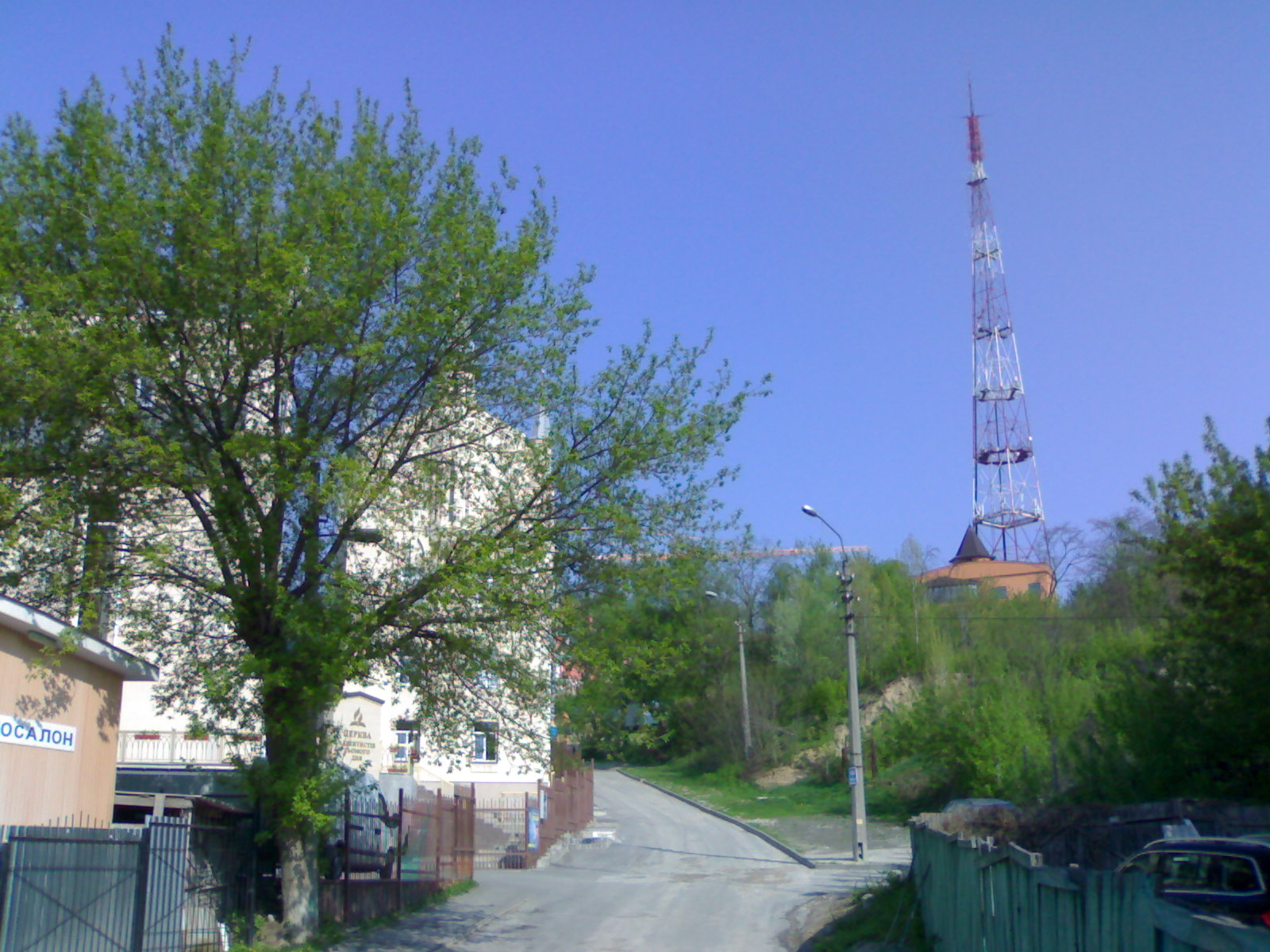
начало улицы
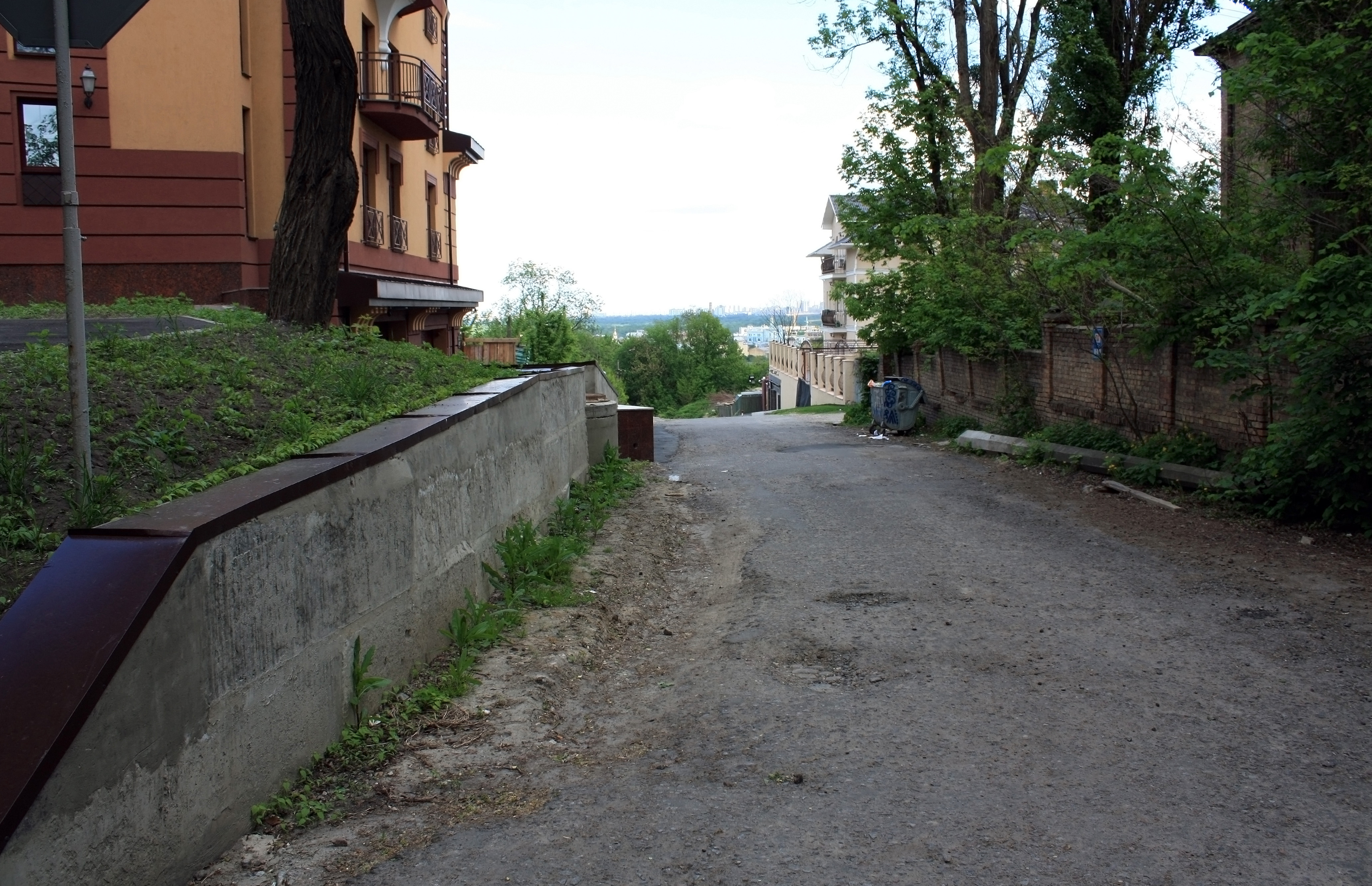
Лукьяновская улица у перекрестка с Олеговской улицей
Церковь Адвентистов седьмого дня
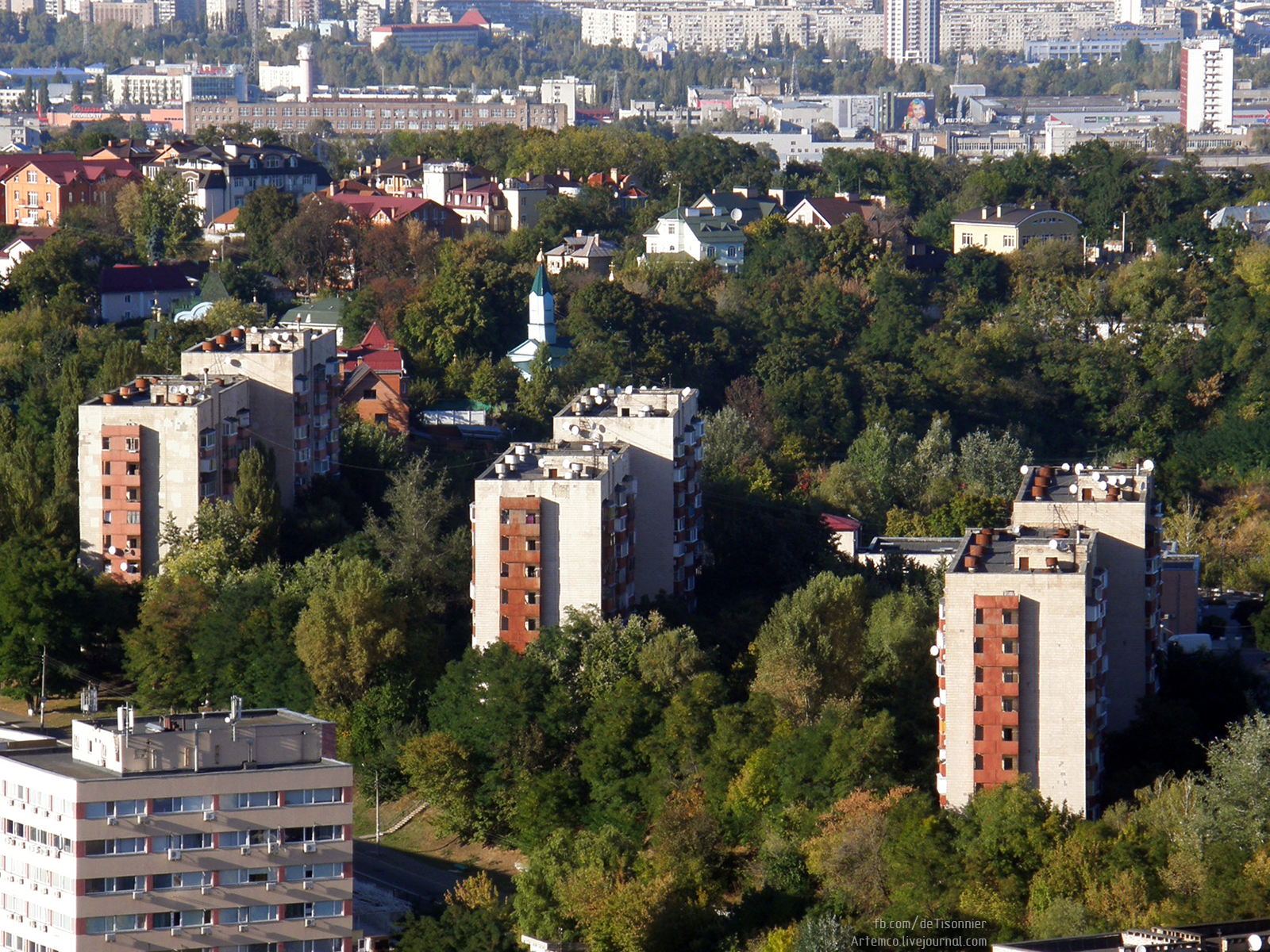
На холме, что огибает улица Лукьяновская, расположены дома №№ 7, 9 и 11

### Внешние ссылки
- Лукьяновская улица на сервисе Яндекс.Панорамы.